# Leo Konforti
Leo Naim Konforti (bulgarisch Лео Конфорти; * 21. Februar 1911 in Dupniza, Bulgarien; † 8. März 1970 in Sofia) war ein bulgarischer Schauspieler.

## Leben
Nach seinem Schauspielstudium stand Leo Naim Konforti auf mehreren Theaterbühnen Bulgariens und spielte parallel dazu in mehreren bulgarischen Filmen wie Die ganze Stadt sucht Vera, Sterne und Der Flötenspieler mit. Er war mit der Schauspielerin Stefka Katzarska verheiratet, wobei die Ehe kinderlos blieb. Am 8. März 1970 starb er im Alter von 59 Jahren. Im Sofioter Stadtteil Dragalewzi ist ihm zu Ehren eine Straße nach ihm benannt worden.

## Filmografie (Auswahl)
- 1954: Lied vom Menschen (Песен за човека)
- 1956: Die ganze Stadt sucht Vera (Точка първа)
- 1959: Sterne (Звезди)
- 1960: Die fünf Wundertaten des schlauen Petr (Хитър Петър)
- 1961: Keine Chance für Spione (Краят на пътя)
- 1963: Fahndung bei Nacht (Инспекторът и нощта)
- 1964: Die Kette (Веригата)
- 1967: Der Flötenspieler (Свирачът)